# Озёрки (Удмуртия)
Озёрки (удм. Озёрки) — деревня в Ярском районе Удмуртии, входит в состав Казаковского сельского поселения.

## География
Деревня расположена на высоте 148 м над уровнем моря.

### Часовой пояс
Деревня Озёрки, как и вся Удмуртская Республика, находится в часовой зоне МСК+1. Смещение применяемого времени относительно UTC составляет +4:00.

## Население
| 2010 | 2012 |
| ---- | ---- |
| 211  | ↘201 |

## Улицы
| - ул. Заводская, - ул. Молодёжная, - ул. Новая, | - ул. Родниковая, - ул. Сосновая, - ул. Школьная. |

## Инфраструктура
В деревне функционирует основная школа.